# Parque nacional Estero Milagro
El Parque nacional Estero Milagro es una área protegida de Paraguay. Cuenta con bosques, sabanas, lagunas y pantanos. El lugar es hábitat de aves migratorias y animales acuáticos.
Tiene una superficie de 22500 hectáreas y posee un alto valor bioecológico y está ubicado en la Ecorregión Litoral Central, que alberga humedales y que contiene poblaciones de flora y fauna silvestre cuya existencia está amenazada a nivel global y/o nacionales tales como: Aves migratorias del hemisferio norte, como es el Águila pescadora (Pandion haliaetus); el jacú (Penelope superciliaris); Nutria (Lutreolina crassicaudata); Oso hormiguero (Tamandua tetradactyla); Anaconda (Eunectes murinus) entre otros.